# Coppa Italia di Serie B 2017-2018 (calcio a 5)
La Coppa Italia di Serie B 2017-2018 è stata la 20ª edizione della Coppa Italia di categoria. La competizione ha preso avvio il 30 settembre 2017 e si è conclusa il 31 marzo 2018. L'edizione corrente segna il ritorno alla formula in uso fino alla stagione 2009-10. Alla competizione prendono parte tutte le società iscritte al campionato di Serie B, impegnate in tre turni di qualificazione e una fase finale. La prima fase prevede 28 triangolari e 4 accoppiamenti, quella successiva 16 gare di andata e ritorno tra formazioni dello stesso girone a eliminazione diretta, la terza otto spareggi, sempre tra squadre del medesimo raggruppamento con la formula dell'andata e ritorno. La vincenti sono qualificate alla fase finale, articolata come final eight giocata in una sede unica.

## Primo turno

### Regolamento
Per i gironi a 12 Squadre sono definiti 4 triangolari mentre per quelli a 11 squadre sono definiti 3 triangolari e un accoppiamento. Si qualificheranno al secondo turno complessivamente 32 società: le vincenti dei 28 triangolari e quelle risultate vittoriose nei 4 accoppiamenti. In seguito all'esclusione del Porto San Giorgio, il triangolare 4 del girone D è stato trasformato in un abbinamento, mentre il triangolare 2 del girone E è rimasto inalterato nonostante l'esclusione del Gymnastic Studio. La squadra che riposerà nella prima giornata è stata determinata per sorteggio, così come la squadra che disputerà la prima gara in trasferta; riposerà nella seconda giornata la squadra che avrà vinto la prima gara o, in caso di parità, quella che avrà disputato la prima gara in trasferta; nella terza giornata si svolgerà la gara fra le due squadre che non si sono incontrate in precedenza. Per determinare la squadra vincente si terrà conto, nell'ordine: dei punti ottenuti negli incontri disputati; della migliore differenza reti; del maggior numero di reti segnate. Persistendo ulteriore parità o nella ipotesi di completa parità tra le tre squadre la vincente è determinata per sorteggio. Gli incontri dei triangolari sono in programma il 30 settembre, il 1º novembre e il 23 dicembre. Le partite degli accoppiamenti si disputeranno in concomitanza con le prime due giornate dei triangolari.

### Girone A

#### Triangolare 1
| Squadra       | P.ti | G | V | N | P | GF | GS | DR |
| ------------- | ---- | - | - | - | - | -- | -- | -- |
| Time Warp     | 4    | 2 | 1 | 1 | 0 | 10 | 9  | +1 |
| Città di Asti | 3    | 2 | 1 | 0 | 1 | 9  | 6  | +3 |
| Fossano       | 1    | 2 | 0 | 1 | 1 | 8  | 12 | -4 |

| Squadra 1     | Risultato   | Squadra 2     |
| 1ª giornata   | 1ª giornata | 1ª giornata   |
| ------------- | ----------- | ------------- |
| Città di Asti | 3 - 4       | Time Warp     |
| 2ª giornata   |             |               |
| Fossano       | 2 - 6       | Città di Asti |
| 3ª giornata   |             |               |
| Time Warp     | 6 - 6       | Fossano       |

#### Triangolare 3
| Squadra        | P.ti | G | V | N | P | GF | GS | DR |
| -------------- | ---- | - | - | - | - | -- | -- | -- |
| Real Cornaredo | 3    | 2 | 1 | 0 | 1 | 9  | 7  | +2 |
| Domus Bresso   | 3    | 2 | 1 | 0 | 1 | 8  | 8  | 0  |
| Videoton Crema | 3    | 2 | 1 | 0 | 1 | 9  | 11 | -2 |

| Squadra 1      | Risultato   | Squadra 2      |
| 1ª giornata    | 1ª giornata | 1ª giornata    |
| -------------- | ----------- | -------------- |
| Videoton Crema | 6 - 4       | Domus Bresso   |
| 2ª giornata    |             |                |
| Domus Bresso   | 4 - 2       | Real Cornaredo |
| 3ª giornata    |             |                |
| Real Cornaredo | 7 - 3       | Videoton Crema |

#### Triangolare 2
| Squadra    | P.ti | G | V | N | P | GF | GS | DR  |
| ---------- | ---- | - | - | - | - | -- | -- | --- |
| L84        | 4    | 2 | 1 | 1 | 0 | 14 | 5  | +9  |
| Aosta      | 4    | 2 | 1 | 1 | 0 | 10 | 4  | +6  |
| Carmagnola | 0    | 2 | 0 | 0 | 2 | 3  | 18 | -15 |

| Squadra 1   | Risultato   | Squadra 2   |
| 1ª giornata | 1ª giornata | 1ª giornata |
| ----------- | ----------- | ----------- |
| Aosta       | 3 - 3       | L84         |
| 2ª giornata |             |             |
| Carmagnola  | 1 - 7       | Aosta       |
| 3ª giornata |             |             |
| L84         | 11 - 2      | Carmagnola  |

#### Triangolare 4
| Squadra        | P.ti | G | V | N | P | GF | GS | DR  |
| -------------- | ---- | - | - | - | - | -- | -- | --- |
| Saints Pagnano | 6    | 2 | 2 | 0 | 0 | 9  | 1  | +8  |
| Lecco          | 3    | 2 | 1 | 0 | 1 | 6  | 4  | +2  |
| Bergamo        | 0    | 2 | 0 | 0 | 2 | 0  | 10 | -10 |

| Squadra 1      | Risultato   | Squadra 2      |
| 1ª giornata    | 1ª giornata | 1ª giornata    |
| -------------- | ----------- | -------------- |
| Bergamo        | 0 - 5       | Saints Pagnano |
| 2ª giornata    |             |                |
| Lecco          | 5 - 0       | Bergamo        |
| 3ª giornata    |             |                |
| Saints Pagnano | 4 - 1       | Lecco          |

### Girone B

#### Triangolare 1
| Squadra         | P.ti | G | V | N | P | GF | GS | DR |
| --------------- | ---- | - | - | - | - | -- | -- | -- |
| Città di Thiene | 6    | 2 | 2 | 0 | 0 | 7  | 5  | +2 |
| Cornedo         | 3    | 2 | 1 | 0 | 1 | 10 | 4  | +6 |
| Vicenza         | 0    | 2 | 0 | 0 | 2 | 4  | 12 | -8 |

| Squadra 1       | Risultato   | Squadra 2       |
| 1ª giornata     | 1ª giornata | 1ª giornata     |
| --------------- | ----------- | --------------- |
| Cornedo         | 8 - 1       | Vicenza         |
| 2ª giornata     |             |                 |
| Vicenza         | 3 - 4       | Città di Thiene |
| 3ª giornata     |             |                 |
| Città di Thiene | 3 - 2       | Cornedo         |

#### Triangolare 3
| Squadra         | P.ti | G | V | N | P | GF | GS | DR |
| --------------- | ---- | - | - | - | - | -- | -- | -- |
| Fenice          | 6    | 2 | 2 | 0 | 0 | 9  | 1  | +8 |
| Città di Mestre | 3    | 2 | 1 | 0 | 1 | 3  | 6  | -3 |
| Maccan Prata    | 0    | 2 | 0 | 0 | 2 | 2  | 7  | -5 |

| Squadra 1       | Risultato   | Squadra 2       |
| 1ª giornata     | 1ª giornata | 1ª giornata     |
| --------------- | ----------- | --------------- |
| Città di Mestre | 3 - 1       | Maccan Prata    |
| 2ª giornata     |             |                 |
| Maccan Prata    | 1 - 4       | Fenice          |
| 3ª giornata     |             |                 |
| Fenice          | 5 - 0       | Città di Mestre |

#### Triangolare 2
| Squadra          | P.ti | G | V | N | P | GF | GS | DR  |
| ---------------- | ---- | - | - | - | - | -- | -- | --- |
| Petrarca         | 6    | 2 | 2 | 0 | 0 | 21 | 1  | +20 |
| Mantova          | 3    | 2 | 1 | 0 | 1 | 5  | 9  | -4  |
| Olympia Rovereto | 0    | 2 | 0 | 0 | 2 | 2  | 18 | -16 |

| Squadra 1        | Risultato   | Squadra 2        |
| 1ª giornata      | 1ª giornata | 1ª giornata      |
| ---------------- | ----------- | ---------------- |
| Petrarca         | 14 - 0      | Olympia Rovereto |
| 2ª giornata      |             |                  |
| Olympia Rovereto | 2 - 4       | Mantova          |
| 3ª giornata      |             |                  |
| Mantova          | 1 - 7       | Petrarca         |

#### Triangolare 4
| Squadra   | P.ti | G | V | N | P | GF | GS | DR |
| --------- | ---- | - | - | - | - | -- | -- | -- |
| Villorba  | 6    | 2 | 2 | 0 | 0 | 8  | 3  | +5 |
| Belluno   | 3    | 2 | 1 | 0 | 1 | 7  | 8  | -1 |
| Vicinalis | 0    | 2 | 0 | 0 | 2 | 4  | 8  | -4 |

| Squadra 1   | Risultato   | Squadra 2   |
| 1ª giornata | 1ª giornata | 1ª giornata |
| ----------- | ----------- | ----------- |
| Belluno     | 5 - 3       | Vicinalis   |
| 2ª giornata |             |             |
| Vicinalis   | 1 - 3       | Villorba    |
| 3ª giornata |             |             |
| Villorba    | 5 - 2       | Belluno     |

### Girone C

#### Triangolare 1
| Squadra        | P.ti | G | V | N | P | GF | GS | DR |
| -------------- | ---- | - | - | - | - | -- | -- | -- |
| Sant'Agata     | 6    | 2 | 2 | 0 | 0 | 16 | 13 | +3 |
| Bagnolo        | 1    | 2 | 0 | 1 | 1 | 12 | 13 | -1 |
| Olimpia Regium | 1    | 2 | 0 | 1 | 1 | 15 | 17 | -2 |

| Squadra 1      | Risultato   | Squadra 2      |
| 1ª giornata    | 1ª giornata | 1ª giornata    |
| -------------- | ----------- | -------------- |
| Sant'Agata     | 6 - 5       | Bagnolo        |
| 2ª giornata    |             |                |
| Bagnolo        | 7 - 7       | Olimpia Regium |
| 3ª giornata    |             |                |
| Olimpia Regium | 8 - 10      | Sant'Agata     |

#### Triangolare 3
| Squadra       | P.ti | G | V | N | P | GF | GS | DR |
| ------------- | ---- | - | - | - | - | -- | -- | -- |
| Poggibonsese  | 6    | 2 | 2 | 0 | 0 | 12 | 6  | +6 |
| Sangiovannese | 3    | 2 | 1 | 0 | 1 | 7  | 9  | -2 |
| San Giusto    | 0    | 2 | 0 | 0 | 2 | 3  | 7  | -4 |

| Squadra 1     | Risultato   | Squadra 2     |
| 1ª giornata   | 1ª giornata | 1ª giornata   |
| ------------- | ----------- | ------------- |
| San Giusto    | 1 - 3       | Sangiovannese |
| 2ª giornata   |             |               |
| Poggibonsese  | 4 - 2       | San Giusto    |
| 3ª giornata   |             |               |
| Sangiovannese | 4 - 8       | Poggibonsese  |

#### Triangolare 2
| Squadra      | P.ti | G | V | N | P | GF | GS | DR |
| ------------ | ---- | - | - | - | - | -- | -- | -- |
| CDM Genova   | 4    | 2 | 1 | 1 | 0 | 8  | 6  | +2 |
| Pistoia      | 3    | 2 | 1 | 0 | 1 | 9  | 9  | 0  |
| Montecalvoli | 1    | 2 | 0 | 1 | 1 | 11 | 13 | -2 |

| Squadra 1    | Risultato   | Squadra 2    |
| 1ª giornata  | 1ª giornata | 1ª giornata  |
| ------------ | ----------- | ------------ |
| Montecalvoli | 6 - 8       | Pistoia      |
| 2ª giornata  |             |              |
| CDM Genova   | 5 - 5       | Montecalvoli |
| 3ª giornata  |             |              |
| Pistoia      | 1 - 3       | CDM Genova   |

#### Accoppiamento
| Squadra        | P.ti | G | V | N | P | GF | GS | DR |
| -------------- | ---- | - | - | - | - | -- | -- | -- |
| Elba '97       | 4    | 2 | 1 | 1 | 0 | 13 | 7  | +6 |
| Città di Massa | 1    | 2 | 0 | 1 | 1 | 7  | 13 | -6 |

| Squadra 1      | Risultato | Squadra 2      |
| Andata         | Andata    | Andata         |
| -------------- | --------- | -------------- |
| Città di Massa | 3 - 3     | Elba '97       |
| Ritorno        |           |                |
| Elba '97       | 10 - 4    | Città di Massa |

### Girone D

#### Triangolare 1
| Squadra   | P.ti | G | V | N | P | GF | GS | DR  |
| --------- | ---- | - | - | - | - | -- | -- | --- |
| TS Cesena | 6    | 2 | 2 | 0 | 0 | 19 | 1  | +18 |
| Forlì     | 1    | 2 | 0 | 1 | 1 | 4  | 7  | -3  |
| Faventia  | 1    | 2 | 0 | 1 | 1 | 3  | 18 | -15 |

| Squadra 1   | Risultato   | Squadra 2   |
| 1ª giornata | 1ª giornata | 1ª giornata |
| ----------- | ----------- | ----------- |
| Forlì       | 3 - 3       | Faventia    |
| 2ª giornata |             |             |
| TS Cesena   | 4 - 1       | Forlì       |
| 3ª giornata |             |             |
| Faventia    | 0 - 15      | TS Cesena   |

#### Triangolare 3
| Squadra    | P.ti | G | V | N | P | GF | GS | DR |
| ---------- | ---- | - | - | - | - | -- | -- | -- |
| CUS Ancona | 4    | 2 | 1 | 1 | 0 | 5  | 1  | +4 |
| Eta Beta   | 4    | 2 | 1 | 1 | 0 | 4  | 0  | +4 |
| Fano       | 0    | 2 | 0 | 0 | 2 | 1  | 9  | -8 |

| Squadra 1   | Risultato   | Squadra 2   |
| 1ª giornata | 1ª giornata | 1ª giornata |
| ----------- | ----------- | ----------- |
| CUS Ancona  | 5 - 1       | Fano        |
| 2ª giornata |             |             |
| Fano        | 0 - 4       | Eta Beta    |
| 3ª giornata |             |             |
| Eta Beta    | 0 - 0       | CUS Ancona  |

#### Triangolare 2
| Squadra         | P.ti | G | V | N | P | GF | GS | DR |
| --------------- | ---- | - | - | - | - | -- | -- | -- |
| Gadtch 2000     | 4    | 2 | 1 | 1 | 0 | 7  | 6  | +1 |
| Buldog Lucrezia | 3    | 2 | 1 | 0 | 1 | 7  | 6  | +1 |
| Corinaldo       | 1    | 2 | 0 | 1 | 1 | 5  | 7  | -2 |

| Squadra 1       | Risultato   | Squadra 2       |
| 1ª giornata     | 1ª giornata | 1ª giornata     |
| --------------- | ----------- | --------------- |
| Gadtch 2000     | 4 - 3       | Buldog Lucrezia |
| 2ª giornata     |             |                 |
| Buldog Lucrezia | 4 - 2       | Corinaldo       |
| 3ª giornata     |             |                 |
| Corinaldo       | 3 - 3       | Gadtch 2000     |

#### Triangolare 4
| Squadra           | P.ti | G | V | N | P | GF | GS | DR |
| ----------------- | ---- | - | - | - | - | -- | -- | -- |
| Cobà              | 6    | 2 | 2 | 0 | 0 | 9  | 6  | +3 |
| Tenax             | 0    | 2 | 0 | 0 | 2 | 6  | 9  | -3 |
| Porto San Giorgio | -    | - | - | - | - | -  | -  | -  |

| Squadra 1         | Risultato   | Squadra 2   |
| 1ª giornata       | 1ª giornata | 1ª giornata |
| ----------------- | ----------- | ----------- |
| Porto San Giorgio | 2 - 2       | Cobà        |
| 2ª giornata       |             |             |
| Tenax             | 3 - 5       | Cobà        |
| 3ª giornata       |             |             |
| Cobà              | 4 - 3       | Tenax       |

### Girone E

#### Triangolare 1
| Squadra           | P.ti | G | V | N | P | GF | GS | DR |
| ----------------- | ---- | - | - | - | - | -- | -- | -- |
| Brillante Torrino | 4    | 2 | 1 | 1 | 0 | 11 | 6  | +5 |
| Ferentino         | 3    | 2 | 1 | 0 | 1 | 6  | 9  | -3 |
| Atletico New Team | 1    | 2 | 0 | 1 | 1 | 6  | 8  | -2 |

| Squadra 1         | Risultato   | Squadra 2         |
| 1ª giornata       | 1ª giornata | 1ª giornata       |
| ----------------- | ----------- | ----------------- |
| Atletico New Team | 4 - 4       | Brillante Torrino |
| 2ª giornata       |             |                   |
| Ferentino         | 4 - 2       | Atletico New Team |
| 3ª giornata       |             |                   |
| Brillante Torrino | 7 - 2       | Ferentino         |

#### Triangolare 3
| Squadra          | P.ti | G | V | N | P | GF | GS | DR  |
| ---------------- | ---- | - | - | - | - | -- | -- | --- |
| Virtus Aniene 3Z | 6    | 2 | 2 | 0 | 0 | 11 | 3  | +8  |
| Mirafin          | 3    | 2 | 1 | 0 | 1 | 10 | 7  | +3  |
| Active Network   | 0    | 2 | 0 | 0 | 2 | 3  | 14 | -11 |

| Squadra 1        | Risultato   | Squadra 2        |
| 1ª giornata      | 1ª giornata | 1ª giornata      |
| ---------------- | ----------- | ---------------- |
| Active Network   | 2 - 5       | Virtus Aniene 3Z |
| 2ª giornata      |             |                  |
| Mirafin          | 9 - 1       | Active Network   |
| 3ª giornata      |             |                  |
| Virtus Aniene 3Z | 6 - 1       | Mirafin          |

#### Triangolare 2
| Squadra          | P.ti | G | V | N | P | GF | GS | DR |
| ---------------- | ---- | - | - | - | - | -- | -- | -- |
| Cioli AV         | 4    | 2 | 1 | 1 | 0 | 5  | 3  | +2 |
| Gymnastic Studio | 2    | 2 | 0 | 2 | 0 | 4  | 4  | 0  |
| Forte Colleferro | 1    | 2 | 0 | 1 | 1 | 3  | 5  | -2 |

| Squadra 1        | Risultato   | Squadra 2        |
| 1ª giornata      | 1ª giornata | 1ª giornata      |
| ---------------- | ----------- | ---------------- |
| Gymnastic Studio | 2 - 2       | Cioli AV         |
| 2ª giornata      |             |                  |
| Forte Colleferro | 2 - 2       | Gymnastic Studio |
| 3ª giornata      |             |                  |
| Cioli AV         | 3 - 1       | Forte Colleferro |

#### Accoppiamento
| Squadra        | P.ti | G | V | N | P | GF | GS | DR |
| -------------- | ---- | - | - | - | - | -- | -- | -- |
| Cagliari 2000  | 4    | 2 | 1 | 1 | 0 | 7  | 6  | +1 |
| Club San Paolo | 1    | 2 | 0 | 1 | 1 | 6  | 7  | -1 |

| Squadra 1      | Risultato | Squadra 2      |
| Andata         | Andata    | Andata         |
| -------------- | --------- | -------------- |
| Cagliari 2000  | 4 - 3     | Club San Paolo |
| Ritorno        |           |                |
| Club San Paolo | 3 - 3     | Cagliari 2000  |

### Girone F

#### Triangolare 1
| Squadra            | P.ti | G | V | N | P | GF | GS | DR |
| ------------------ | ---- | - | - | - | - | -- | -- | -- |
| Tombesi            | 4    | 2 | 1 | 1 | 0 | 10 | 6  | +4 |
| Sagittario Pratola | 4    | 2 | 1 | 1 | 0 | 10 | 8  | +2 |
| Real Dem           | 0    | 2 | 0 | 0 | 2 | 4  | 10 | -6 |

| Squadra 1          | Risultato   | Squadra 2          |
| 1ª giornata        | 1ª giornata | 1ª giornata        |
| ------------------ | ----------- | ------------------ |
| Tombesi            | 5 - 1       | Real Dem           |
| 2ª giornata        |             |                    |
| Real Dem           | 3 - 5       | Sagittario Pratola |
| 3ª giornata        |             |                    |
| Sagittario Pratola | 5 - 5       | Tombesi            |

#### Triangolare 3
| Squadra    | P.ti | G | V | N | P | GF | GS | DR |
| ---------- | ---- | - | - | - | - | -- | -- | -- |
| Giovinazzo | 6    | 2 | 2 | 0 | 0 | 13 | 4  | +9 |
| Canosa     | 3    | 2 | 1 | 0 | 1 | 6  | 6  | 0  |
| Ruvo       | 0    | 2 | 0 | 0 | 2 | 2  | 11 | -9 |

| Squadra 1   | Risultato   | Squadra 2   |
| 1ª giornata | 1ª giornata | 1ª giornata |
| ----------- | ----------- | ----------- |
| Giovinazzo  | 8 - 1       | Ruvo        |
| 2ª giornata |             |             |
| Ruvo        | 1 - 3       | Canosa      |
| 3ª giornata |             |             |
| Canosa      | 3 - 5       | Giovinazzo  |

#### Triangolare 2
| Squadra     | P.ti | G | V | N | P | GF | GS | DR |
| ----------- | ---- | - | - | - | - | -- | -- | -- |
| Chaminade   | 6    | 2 | 2 | 0 | 0 | 12 | 8  | +4 |
| CUS Molise  | 3    | 2 | 1 | 0 | 1 | 13 | 10 | +3 |
| Manfredonia | 0    | 2 | 0 | 0 | 2 | 6  | 13 | -7 |

| Squadra 1   | Risultato   | Squadra 2   |
| 1ª giornata | 1ª giornata | 1ª giornata |
| ----------- | ----------- | ----------- |
| Manfredonia | 3 - 5       | Chaminade   |
| 2ª giornata |             |             |
| CUS Molise  | 8 - 3       | Manfredonia |
| 3ª giornata |             |             |
| Chaminade   | 7 - 5       | CUS Molise  |

#### Triangolare 4
| Squadra          | P.ti | G | V | N | P | GF | GS | DR  |
| ---------------- | ---- | - | - | - | - | -- | -- | --- |
| Atletico Cassano | 6    | 2 | 2 | 0 | 0 | 9  | 6  | +3  |
| Capurso          | 3    | 2 | 1 | 0 | 1 | 13 | 6  | +7  |
| Altamura         | 0    | 2 | 0 | 0 | 2 | 3  | 13 | -10 |

| Squadra 1        | Risultato   | Squadra 2        |
| 1ª giornata      | 1ª giornata | 1ª giornata      |
| ---------------- | ----------- | ---------------- |
| Altamura         | 2 - 4       | Atletico Cassano |
| 2ª giornata      |             |                  |
| Capurso          | 9 - 1       | Altamura         |
| 3ª giornata      |             |                  |
| Atletico Cassano | 5 - 4       | Capurso          |

### Girone G

#### Triangolare 1
| Squadra            | P.ti | G | V | N | P | GF | GS | DR |
| ------------------ | ---- | - | - | - | - | -- | -- | -- |
| New Taranto        | 4    | 2 | 1 | 1 | 0 | 5  | 2  | +3 |
| Volare Polignano   | 2    | 2 | 0 | 2 | 0 | 4  | 4  | 0  |
| Azzurri Conversano | 1    | 2 | 0 | 1 | 1 | 6  | 9  | -3 |

| Squadra 1          | Risultato   | Squadra 2          |
| 1ª giornata        | 1ª giornata | 1ª giornata        |
| ------------------ | ----------- | ------------------ |
| New Taranto        | 5 - 2       | Azzurri Conversano |
| 2ª giornata        |             |                    |
| Azzurri Conversano | 4 - 4       | Volare Polignano   |
| 3ª giornata        |             |                    |
| Volare Polignano   | 0 - 0       | New Taranto        |

#### Triangolare 3
| Squadra     | P.ti | G | V | N | P | GF | GS | DR |
| ----------- | ---- | - | - | - | - | -- | -- | -- |
| Fuorigrotta | 6    | 2 | 2 | 0 | 0 | 11 | 8  | +3 |
| Marigliano  | 3    | 2 | 1 | 0 | 1 | 10 | 7  | +3 |
| AF Caserta  | 0    | 2 | 0 | 0 | 2 | 6  | 12 | -6 |

| Squadra 1   | Risultato   | Squadra 2   |
| 1ª giornata | 1ª giornata | 1ª giornata |
| ----------- | ----------- | ----------- |
| AF Caserta  | 4 - 6       | Fuorigrotta |
| 2ª giornata |             |             |
| Marigliano  | 6 - 2       | AF Caserta  |
| 3ª giornata |             |             |
| Fuorigrotta | 5 - 4       | Marigliano  |

#### Triangolare 2
| Squadra      | P.ti | G | V | N | P | GF | GS | DR |
| ------------ | ---- | - | - | - | - | -- | -- | -- |
| Alma Salerno | 4    | 2 | 1 | 1 | 0 | 14 | 11 | +3 |
| Sandro Abate | 3    | 2 | 1 | 0 | 1 | 10 | 11 | -1 |
| Lausdomini   | 1    | 2 | 0 | 1 | 1 | 5  | 7  | -2 |

| Squadra 1    | Risultato   | Squadra 2    |
| 1ª giornata  | 1ª giornata | 1ª giornata  |
| ------------ | ----------- | ------------ |
| Lausdomini   | 4 - 4       | Alma Salerno |
| 2ª giornata  |             |              |
| Sandro Abate | 3 - 1       | Lausdomini   |
| 3ª giornata  |             |              |
| Alma Salerno | 10 - 7      | Sandro Abate |

#### Accoppiamento
| Squadra       | P.ti | G | V | N | P | GF | GS | DR  |
| ------------- | ---- | - | - | - | - | -- | -- | --- |
| Bernalda      | 6    | 2 | 2 | 0 | 0 | 14 | 3  | +11 |
| Or.Sa. Aliano | 0    | 2 | 0 | 0 | 2 | 3  | 14 | -11 |

| Squadra 1     | Risultato | Squadra 2     |
| Andata        | Andata    | Andata        |
| ------------- | --------- | ------------- |
| Or.Sa. Aliano | 0 - 5     | Bernalda      |
| Ritorno       |           |               |
| Bernalda      | 9 - 3     | Or.Sa. Aliano |

### Girone H

#### Triangolare 1
| Squadra    | P.ti | G | V | N | P | GF | GS | DR |
| ---------- | ---- | - | - | - | - | -- | -- | -- |
| Real Rogit | 4    | 2 | 1 | 1 | 0 | 8  | 4  | +4 |
| Paola      | 3    | 2 | 1 | 0 | 1 | 6  | 8  | -2 |
| C.M.B.     | 1    | 2 | 0 | 1 | 1 | 6  | 8  | -2 |

| Squadra 1   | Risultato   | Squadra 2   |
| 1ª giornata | 1ª giornata | 1ª giornata |
| ----------- | ----------- | ----------- |
| C.M.B.      | 3 - 3       | Real Rogit  |
| 2ª giornata |             |             |
| Paola       | 5 - 3       | C.M.B.      |
| 3ª giornata |             |             |
| Real Rogit  | 5 - 1       | Paola       |

#### Triangolare 3
| Squadra           | P.ti | G | V | N | P | GF | GS | DR |
| ----------------- | ---- | - | - | - | - | -- | -- | -- |
| Assoporto Melilli | 6    | 2 | 2 | 0 | 0 | 11 | 4  | +7 |
| Catania Librino   | 3    | 2 | 1 | 0 | 1 | 9  | 9  | 0  |
| Mascalucia        | 0    | 2 | 0 | 0 | 2 | 4  | 11 | -7 |

| Squadra 1         | Risultato   | Squadra 2         |
| 1ª giornata       | 1ª giornata | 1ª giornata       |
| ----------------- | ----------- | ----------------- |
| Assoporto Melilli | 6 - 0       | Mascalucia        |
| 2ª giornata       |             |                   |
| Mascalucia        | 4 - 5       | Catania Librino   |
| 3ª giornata       |             |                   |
| Catania Librino   | 4 - 5       | Assoporto Melilli |

#### Triangolare 2
| Squadra     | P.ti | G | V | N | P | GF | GS | DR |
| ----------- | ---- | - | - | - | - | -- | -- | -- |
| Real Cefalù | 6    | 2 | 2 | 0 | 0 | 13 | 7  | +6 |
| Regalbuto   | 3    | 2 | 1 | 0 | 1 | 9  | 10 | -1 |
| Real Parco  | 0    | 2 | 0 | 0 | 2 | 9  | 14 | -5 |

| Squadra 1   | Risultato   | Squadra 2   |
| 1ª giornata | 1ª giornata | 1ª giornata |
| ----------- | ----------- | ----------- |
| Regalbuto   | 6 - 5       | Real Parco  |
| 2ª giornata |             |             |
| Real Parco  | 4 - 8       | Real Cefalù |
| 3ª giornata |             |             |
| Real Cefalù | 5 - 3       | Regalbuto   |

#### Accoppiamento
| Squadra             | P.ti | G | V | N | P | GF | GS | DR |
| ------------------- | ---- | - | - | - | - | -- | -- | -- |
| Cataforio           | 6    | 2 | 2 | 0 | 0 | 5  | 1  | +4 |
| Polisportiva Futura | 0    | 2 | 0 | 0 | 2 | 1  | 5  | -4 |

| Squadra 1           | Risultato | Squadra 2           |
| Andata              | Andata    | Andata              |
| ------------------- | --------- | ------------------- |
| Cataforio           | 1 - 0     | Polisportiva Futura |
| Ritorno             |           |                     |
| Polisportiva Futura | 1 - 4     | Cataforio           |

## Secondo turno
Il secondo turno, in programma il 12 e il 13 gennaio 2018, prevede due accoppiamenti per ogni girone da disputarsi in gara unica. Per ogni girone si qualificheranno le due squadre vincenti gli accoppiamenti per complessive 16 squadre. La composizione degli accoppiamenti è stata definita tramite sorteggio.
| Squadra 1         | Risultato       | Squadra 2         |
| ----------------- | --------------- | ----------------- |
| Saints Pagnano    | 9 - 3           | Time Warp         |
| L84               | 6 - 6 (4-5 dtr) | Real Cornaredo    |
| Città di Thiene   | 2 - 11          | Petrarca          |
| Villorba          | 5 - 5 (4-5 dtr) | Fenice            |
| CDM Genova        | 11 - 3          | Sant'Agata        |
| Elba '97          | 3 - 6           | Poggibonsese      |
| Cobà              | 11 - 4          | TS Cesena         |
| CUS Ancona        | 3 - 2           | Gadtch 2000       |
| Brillante Torrino | 4 - 3           | Cagliari 2000     |
| Cioli AV          | 5 - 8           | Virtus Aniene 3Z  |
| Tombesi           | 5 - 6           | Atletico Cassano  |
| Chaminade         | 3 - 4           | Giovinazzo        |
| New Taranto       | 5 - 7           | Fuorigrotta       |
| Alma Salerno      | 8 - 9 (dts)     | Bernalda          |
| Real Rogit        | 2 - 0           | Real Cefalù       |
| Cataforio         | 6 - 3           | Assoporto Melilli |

## Terzo turno
Il terzo turno, in programma il 10 febbraio 2018, prevede un accoppiamento per ogni girone da disputarsi in gara unica. Le 8 squadre vincenti accederanno alla fase finale. La composizione degli accoppiamenti è stata definita tramite sorteggio.
| Squadra 1         | Risultato       | Squadra 2        |
| ----------------- | --------------- | ---------------- |
| Real Cornaredo    | 8 - 5           | Saints Pagnano   |
| Petrarca          | 6 - 2           | Fenice           |
| Poggibonsese      | 2 - 3           | CDM Genova       |
| Cobà              | 3 - 0           | CUS Ancona       |
| Brillante Torrino | 2 - 3           | Virtus Aniene 3Z |
| Giovinazzo        | 5 - 4           | Atletico Cassano |
| Fuorigrotta       | 1 - 2           | Bernalda         |
| Cataforio         | 3 - 3 (5-6 dtr) | Real Rogit       |

## Fase finale
In seguito al posticipo della Coppa Italia, la fase finale della Coppa Italia di Serie B, originariamente in programma dal 23 al 25 marzo, è stata a sua volta posticipata al 29, 30 e 31 marzo 2018. La final eight, ospitata come di consueto in una sede unica, è stata disputata presso il PalaGozzano di Padova.

### Tabellone
Gli accoppiamenti sono stati determinati tramite sorteggio, tenutosi a Padova il 15 marzo. Le società sono state inserite in un unico gruppo.
|  | Quarti di finale | Quarti di finale | Quarti di finale |                  |                  | Semifinali       | Semifinali | Semifinali |  |  | Finale | Finale | Finale |  |
|  |                  |                  |                  |                  |                  |                  |            |            |  |  |        |        |        |  |
|  | F                | Giovinazzo       | 2                |                  |                  |                  |            |            |  |  |        |        |        |  |
|  | F                | Giovinazzo       | 2                |                  |                  |                  |            |            |  |  |        |        |        |  |
|  | A                | Real Cornaredo   | 3                |                  |                  |                  |            |            |  |  |        |        |        |  |
|  | A                | Real Cornaredo   | 3                |                  | Real Cornaredo   | Real Cornaredo   | 2          |            |  |  |        |        |        |  |
|  |                  |                  |                  |                  | Real Cornaredo   | Real Cornaredo   | 2          |            |  |  |        |        |        |  |
|  |                  |                  | Virtus Aniene 3Z | Virtus Aniene 3Z | 6                |                  |            |            |  |  |        |        |        |  |
|  | E                | Virtus Aniene 3Z | Virtus Aniene 3Z | Virtus Aniene 3Z | 6                | 2(4)             |            |            |  |  |        |        |        |  |
|  | E                | Virtus Aniene 3Z |                  |                  |                  |                  |            |            |  |  |        |        |        |  |
|  | G                | Bernalda         | 2(2)             |                  |                  |                  |            |            |  |  |        |        |        |  |
|  | G                | Bernalda         | 2(2)             |                  | Virtus Aniene 3Z | Virtus Aniene 3Z | 2          |            |  |  |        |        |        |  |
|  |                  |                  |                  |                  |                  |                  |            |            |  |  |        |        |        |  |
|  |                  |                  | Petrarca         | Petrarca         | 3                |                  |            |            |  |  |        |        |        |  |
|  | D                | Cobà             | Petrarca         | Petrarca         | 3                | 1(4)             |            |            |  |  |        |        |        |  |
|  | D                | Cobà             |                  |                  |                  |                  |            |            |  |  |        |        |        |  |
|  | H                | Real Rogit       | 1(3)             |                  |                  |                  |            |            |  |  |        |        |        |  |
|  | H                | Real Rogit       | 1(3)             |                  | Cobà             | Cobà             | 2(3)       |            |  |  |        |        |        |  |
|  |                  |                  |                  |                  | Cobà             | Cobà             | 2(3)       |            |  |  |        |        |        |  |
|  |                  |                  | Petrarca         | Petrarca         | 2(5)             |                  |            |            |  |  |        |        |        |  |
|  | C                | CDM Genova       | Petrarca         | Petrarca         | 2(5)             | 2                |            |            |  |  |        |        |        |  |
|  | C                | CDM Genova       |                  |                  |                  |                  |            |            |  |  |        |        |        |  |
|  | B                | Petrarca         | 5                |                  |                  |                  |            |            |  |  |        |        |        |  |

### Quarti di finale
| Arbitri: | Fabio Stelluti (Ancona) Giuseppe Aumenta (Sala Consilina) |
| Crono:   | Angelo Tasca (Treviso)                                    |

|                                    |           |                                                       |
| Rafinha 18'54'’ R. Depalma 35'27'’ | Marcatori | 7'45'’ Malta 13'57'’ Fadda 32'34'’ Migliano Minazzoli |

| Arbitri: | Enrico Barracano (Treviso) Carmine Genoni (Busto Arsizio) |
| Crono:   | Emanuele Dalla Valle (Verona)                             |

|                         |                      |                             |
| Taloni 12'35'’, 31'20'’ | Marcatori            | 10'18'’ Ulian 35'03'’ Bueno |
| Taloni Milani           | Tiri di rigore 2 – 0 | Osvaldo Fedele              |

| Arbitri: | Domenico Di Micco (Sesto San Giovanni) Antonio Dimundo (Molfetta) |
| Crono:   | Daniel Fior (Castelfranco Veneto)                                 |

|                          |                      |                         |
| Lamedica 6'41'’          | Marcatori            | 19'51'’ Cividini        |
| Siviero Mazoni Sgolastra | Tiri di rigore 3 – 2 | Cividini Iozzino Menini |

| Arbitri: | Michele Iannone (Nocera Inferiore) Davide Plutino (Foggia) |
| Crono:   | Gianmarco Laggia (Mestre)                                  |

|                              |           |                                                                             |
| Foti 8'49'’ Ricchini 38'03'’ | Marcatori | 2’ Maina 4'02'’ Terenzi 15'24'’ Foglia 35'12'’ Ortega 39'31'’ (t.l.) Cléber |

### Semifinali
| Arbitri: | Fabio Mavaro (Parma) Giuseppe Panichella (Campobasso) |
| Crono:   | Raffaele Buonocore (Castellammare di Stabia)          |

|                                   |           |                                                                                   |
| Fadda 13'22'’ Scandaliato 16'42'’ | Marcatori | 9'03'’, 37'30'’ D. Filipponi 11'09'’ Colocci 18'22'’, 29'05'’ Milani 32'32'’ Beto |

| Arbitri: | Ivo Colangeli (Aprilia) Lucio Coviello (Potenza) |
| Crono:   | Stefano Billo (Vicenza)                          |

|                                   |                      |                                     |
| Lamedica 1'04'’ Sgolastra 36'16'’ | Marcatori            | 13'23'’ Cléber 33'33'’ (rig.) Maina |
| Siviero Mazoni                    | Tiri di rigore 1 – 3 | Foglia Cléber Maina                 |

### Finale
| Arbitri: | Adriano Sodano (Bologna) Massimo Seminara (Palermo) Andrea Colombo (Modena) |
| Crono:   | Andrea Dalla Costa (Schio)                                                  |

| |            | |
| Milani 32'04'’ Sanna 36'27'’ | Marcatori  | 1'39'’, 22'09'’, 36'05'’ Foglia |
| · Matteo Blasimme · Daniel Taloni · Beto · Maike Guerra · Francesco Milani · Roberto Filipponi · Mirko Medici · Emiliano Cittadini · Daniel Colocci · Dario Filipponi · Rafael Sanna · Andrea De Filippis | Formazioni | · Simone Chinchio · Alexandre Basso · Arnaldo Pereira · Lucas Maina · Adriano Foglia · René Ortega · Andrea Terenzi · Daniele Turiaco · Cléber · Niccolò Marchese · Riccardo Gastaldello · Andrea Bastini |
| Manuel Baldelli | Allenatori | Luca Giampaolo |